# Lothar Kurtze
Lothar Kurtze (1972) è un astronomo amatoriale tedesco.
Il Minor Planet Center lo accredita per la scoperta dell'asteroide 183182 Weinheim, scoperto il 30 settembre 2002.
Gli è stato dedicato l'asteroide 7688 Lothar.